# Toy's Factory
Toy's Factory Inc. es una compañía discográfica japonesa fundada en 1990 como una filial de VAP, con sede en Japón. Desde entonces se ha convertido en una compañía independiente.

## Artistas
- Aki Akane
- Babymetal
- Bump of Chicken
- Brahman
- Daoko
- Dempagumi.inc
- Ego-Wrappin'
- Eve
- Mr. Children
- Salyu
- Unison Square Garden
- Yuzu